# ロックマンX2 ソウルイレイザー
『ロックマンX2 ソウルイレイザー』（ロックマンエックスツー ソウルイレイザー、ROCKMAN X2 SOUL ERASER）は、2001年7月19日に日本のカプコンから発売されたゲームボーイカラー用横スクロールアクションゲーム。
同社による『ロックマンXシリーズ』の携帯型ゲーム機用ソフト第2作目。主人公のエックスおよびゼロを操作し、レプリロイドである「ベルカナ」および「ガレス」を倒してプログラムが消滅して鉄屑となってしまう「イレイズ現象」を止める事が目的。前作『ロックマンX サイバーミッション』（2000年）のゲームシステムを踏襲している。
開発はカプコン第三開発部が行い、前作から引き続き参加したスタッフとして、プロデューサーは三並達也、企画は岡村志野、ディレクターは大小原宏治、音楽は梶野俊夫が担当している他、新たにプロデューサーとしてPlayStation用ソフト『私立ジャスティス学園 LEGION OF HEROES』（1998年）を手掛けた中嶋浩二、音楽担当として高野充彦が参加している。
2013年にニンテンドー3DSのバーチャルコンソール対応ソフトとして配信された。

## ゲーム内容

### システム
スーパーファミコン用ソフト『ロックマンX2』（1994年）をベースに、『ロックマンX』（1993年）および『ロックマンX3』（1995年）の要素を組み合わせてゲームボーイカラー用に移植したものとして、前作に続いて発売された。
ゲームの基本的な構成は『X2』に準じている。そこにプレイヤーキャラとしてゼロが使用可能であったり、サブキャラとしてアイリスが登場するなど、『ロックマンX4』の要素が反映されている。ストーリーは『X2』『X4』とも異なるオリジナルストーリーが展開され、それに伴ってオリジナルキャラクターも多数登場する。なお、時系列では『X3』と『X4』の間のストーリーに当たっている。ボスキャラクターはSFC版の『X1』『X2』『X3』からそれぞれが登場しているが、入手する特殊武器の名称と性能が一部変更されている。
新たなシステムとして、ソウルアイテムを集めることでプレイヤーキャラを強化するパーツを開発できるモードが加わった（ソウルパーツを参照）。また、ゲーム後半ではエックス、ゼロの両方を交代しながらでの使用が可能となる。これによりゼロがプレイヤーキャラになったことで、前作のゼロスクランブルは無くなっている。他、ゼロをプレイ時にも各ステージにカプセルが存在し、エックスと同じくライト博士によって各能力がパワーアップが可能である。ただしエックスのような見た目の変化はない。
「ライフアップを入手した直後にミスをすると、ライフアップ効果が無効になり、以後再入手も不可能になる」「バーニン・ナウマンダーとランチャー・オクトパルドのステージBGMが逆になっている」など不具合、ミスが目立つが、このことについてカプコンは「仕様」と述べている（海外版ではほぼ全てが修正されている）。
BGMは『X3』から登場したボスのステージの場合、原曲から短くカットされAメロでループするものや、SFC版ではなくPS・SS版のアレンジが使われているものが存在する。

### エックスの能力

#### 特殊武器
エックスは、8ステージの各ボスを倒すことでそのボスが所有する特殊武器を入手できる。また、アームパーツの入手によってチャージ攻撃が可能になる。本作に登場するボスはSFC版と同一だが、入手する特殊武器の名称と性能がSFC版から一部変更されている。
※ 名称の記述は「入手する特殊武器 - 所有するボス」とし、以下に述べる
マリントルネード - ランチャー・オクトパルド
通常 - その場でエックスを中心に、垂直に巨大な渦巻を発生させる。渦巻は敵や地形を貫通する。エックスのいる縦軸全体を一瞬でカバー可能だが、反面横軸への攻撃範囲は全武器中最も狭い。SFC版のチャージ版「ストームトルネード」に酷似している。
チャージ - 前方の斜め上下2方向に2発ずつ、計4発の魚型の弾を発射する。弾は敵や地形を貫通する。SFC版のチャージ版「ホーミングトーピード」に酷似しているが、追尾性能は無い。
ファイアウェーブ - バーニン・ナウマンダー
通常 - 地面に向かって炎の弾を発射する。炎は着弾すると次々と火柱を上げ、壁に到達するまで地面に沿って進んでいく。下りの段差に到達すると、一旦火炎弾に戻ってから落下し、着弾と共に再び火柱となって進む。2発まで連射でき、特定の壁を破壊可能。SFC版のチャージ版に酷似しており、それとは異なり水中でも使用可能だが、貫通力は無い。
チャージ - 発動後、ラグを置いて上空から火山の噴火のように巨大な火炎弾が1発ずつ、計8発降り注ぐ。落ちる場所はランダムだが、敵や地形を貫通する。
ストライクチェーン - ワイヤー・ヘチマール
通常 - 正面にチェーンを伸ばし、先端のアームで攻撃する。基本的にSFC版と同じだが、射程はボタンを押す長さに関係なく常に一定になっている。
チャージ - より遠距離までチェーンが伸びる。他の武器のチャージ版に比べて消費エネルギーが少ない。ただしSFC版に比べて射程が短くなり、敵が必ずアイテムを落とす性質も無くなったため大幅に弱体化している。
ソニックスライサー - ソニック・オストリーグ
通常 - 前方に超音波のカッターを発射する。壁や天井に接触すると反射する性質を持つ。SFC版に比べて弾速が遅く、また一度に1発しか発射されなくなった。計7回反射すると消滅する。
チャージ - 上空に1発のカッターを撃ち上げる。カッターは画面上外まで上昇すると、ラグを置いて4発のカッターに分裂し、地上に降り注ぐ。SFC版に比べて発生が遅く、上昇中のカッターには攻撃判定が無い。また、カッターの分裂する数は4発になり、両端の弾は少し遅れて落ちてくる。
トライアードサンダー - エレキテル・ナマズロス
通常 - 弾速の遅い電気弾を、正面と斜め上下の3方向同時に発射する。
チャージ - ポーズを構え、エックスを中心に真上下と斜め上下の計6方向に大型の電気弾を放出する。弾は敵や地形を貫通するが、発動中は操作不能で無防備な状態になる。
レイクロー - シャイニング・タイガード
通常 - 目の前に三日月型の刃が出現する。刃は敵に接触するか、エックスがダメージを受けるまで常に出現した状態となる。
チャージ - 前方3方向に光の弾を乱射する。弾は地形を貫通する。
ボムビー - エクスプローズ・ホーネック
通常 - 敵を追尾する蜂型爆弾を発射する。2発まで連射可能。SFC版のチャージ版「パラスティックボム」に酷似しているが、弾速はそれに比べて遅い。
チャージ - エックスの周囲に、回転する3機の蜂型爆弾を展開する。蜂型爆弾は敵に接触すると破壊されるが、すぐに再生するためバリアのように使うことが可能。一定時間が経過すると3機とも消滅する。
トルネードファング - スクリュー・マサイダー
通常 - 前方にドリル状の弾を発射する。ドリルは敵に接触することで突き刺さり、連続でダメージを与えることが可能。SFC版とは異なり一度の入力で3発発射するようになり威力も増加しているが、敵の動きを停止させる効果は無くなっている。なお、発射の際にそれぞれのドリルが出現するタイミングは同時ではないため、発射後に素早く後ろにふり向くことで3発のうち1〜2発は後ろを向いた状態で発射され、前後同時に攻撃可能となる。
チャージ - 腕にドリルを装着する。敵に接近することによって連続ヒットが期待できる。SFC版に比べてドリルが大きくなり、任意で発動可能になったほか、発動する時のみエネルギーを消費するようになったため燃費も良くなっている。ただし、壁に張り付く効果は無くなっている。一定時間が経過するか、エックスがダメージを受けることで解除される。

#### パワーアップパーツ
ヘッドパーツ
頭突き攻撃「ヘッドクラッシュ」が使用可能になり、ジャンプで特定のブロックを破壊できるようになる。
フットパーツ
『X3』同様、「エアダッシュ」と「ヴァリアブルエアダッシュ」が使用可能になる。また、壁蹴り時に特定のブロックを破壊する効果が加わる。
ボディパーツ
ダメージを半減し、「ギガクラッシュ」が使用可能になる。
アームパーツ
『X2』同様、チャージ段階が1段階アップし、「ダブルチャージ」が使用可能になる。また、最大までチャージした状態でボタンを2連打すれば、前方の斜め上下4方向へ同時に発射するワイドショットに変化する。特殊武器のチャージも可能になる。
SFC版とは異なり、ダメージを受けたボスの無敵時間は無視できないため、連続ヒットさせることはできない。

#### 隠しパーツ
波動拳 / 昇龍拳
エックスバスターを最大までチャージした状態で、十字ボタンの下を押しながら離すと「波動拳」、上を押しながら離すと「昇龍拳」が使用できる。地上でしか使用できないが、SFC版とは異なり体力が満タンである必要はなく、減っている状態でも使用可能。前作とは異なり、ザコ敵や中ボスならば2発で倒せる。なお、ソウルパーツのアルティメットバスターを装備している状態では使用できない。
しかし入手時期はエックスミッションの最終面であり、エックスミッションのラスボスには敵との位置の関係上昇龍拳しか当てることができず、波動拳は役に立つ場面がほぼ無い。また、前作のようにハードモードに持ち越しもできないため、使用頻度はかなり低いといえる。しかし前述の通り威力自体は前作より高いため、エクストリームでの8大ボスとの再戦では非常に有効。なお、アーマーがフル装備の状態でないとカプセルは出現しない（アーマー以外のパーツは取り忘れがあっても可）。

### ゼロの能力

#### 必殺技
ゼロは、8ステージの各ボスを倒すことでそのボスが所有する必殺技を習得する。他のシリーズに比べて技名は全て英語的なものとなっており、漢字表記の技は存在しない。また、その大半がエネルギー消費技となっている。
エネルギーゲージはエックスとは異なり1本しか存在せず、それぞれの技の消費エネルギーを1本のゲージで共有しなければならないため、結果的にエックスに比べて燃費が悪い。
入手する必殺技 - 所有するボス
フィッシュファング - ランチャー・オクトパルド
空中で上+攻撃ボタン。セイバーを振り、斜め下2方向に魚型の弾を放つ。弾は敵や地形を貫通し、発射時に振るセイバーにも攻撃判定が存在する。
ファイアウェーブ - バーニン・ナウマンダー
地上で下+攻撃ボタン。エックスのものと同性能だが連発できず、特定の壁も破壊できない。発射時に振るセイバーにも攻撃判定が存在する。
ライトニング - ワイヤー・ヘチマール
地上にいる状態で、メニュー画面からこの技を選択することで発動する。ポーズを構えた後、画面上空から雷を1発ずつ、計8発落とす。発動時に若干隙がある。雷は敵や地形を貫通するが、落ちる場所はランダム。特定の壁を破壊可能。
ダッシュ - ソニック・オストリーグ
メニュー画面からこの技を選択することで発動する。無敵状態で前方にダッシュ斬りのモーションで突進する。画面端まで突進すると自動的に元の位置に戻る。空中でも使用可能。発動中は時間が停止するため隙は皆無で、敵との位置が水平に合っている状態で使用すれば確実に命中させることができる。突進は敵や地形を貫通し、ヒットした敵全てにダメージを与えられる。
トライアードサンダー - エレキテル・ナマズロス
地上にいる状態で、メニュー画面からこの技を選択することで発動する。地面を殴りつけ、真上と斜め左右の上3方向に2発ずつ、計6発の大型の電気弾を放つ。威力は高く敵や地形を貫通するが、発動中は操作不能で無防備な状態になる。
ライジング - シャイニング・タイガード
地上で上+攻撃ボタン。セイバーを構え、垂直ジャンプしながら斬り上げる。見かけによらず、ゼロの背後にも攻撃判定が存在する。攻撃ボタンを押す長さでジャンプの高度を調節できる。武器エネルギーを消費せずに使用可能。
アースゲイザー - エクスプローズ・ホーネック
メニュー画面からこの技を選択することで発動する。 地面を殴りつけ、立ち昇る爆風で画面全体を攻撃する。空中でも使用可能で、その際は空中で静止する。発動中は時間が停止するため、実質的に隙は皆無。威力は高いが、無効な敵も存在する。消費エネルギーは他の技に比べて多い。
ドリルクラッシュ - スクリュー・マサイダー
空中で下+攻撃ボタン。ドリル状に変化したセイバーを構え、降下しながら下突きを放つ。攻撃範囲は非常に狭く、敵にほぼ密着しないとヒットしないため接触によるダメージを受けやすいが、連続ヒットするため総合的な攻撃力は高い。十字ボタンの左右で軌道を調整できる。特定の壁を破壊でき、武器エネルギーを消費せずに使用可能。
ファイナル - 特定のカプセルに入ることで習得
メニュー画面からこの技を選択することで発動する。上記のダッシュと同様に無敵状態で突進した後、最初にヒットした敵に連続斬りを放ち、とどめにライジングで斬り上げる。突進は地形を貫通し、空中でも使用可能。攻撃後、または画面端まで突進すると自動的に元の位置に戻る。非常に高威力でボスにも大ダメージを与えることができるが、発動に必要な消費エネルギーが非常に多く、武器エネルギーが最大の状態であってもわずか2回しか使用できない。

#### パワーアップパーツ
ヘッドパーツ
頭突き攻撃「ヘッドクラッシュ」が使用可能になり、ジャンプで特定のブロックを破壊できるようになるが、ゼロミッションでは全く使う機会がない。
フットパーツ
壁蹴り時に特定のブロックを破壊できるようになるが、こちらもヘッドパーツ同様にゼロミッションでは全く使う機会がない。
ボディパーツ
ダメージを半減する。
アームパーツ
新たな必殺技「ファイナル」を習得する。

### ソウルパーツ
ステージ内で入手したソウルアイテムを消費することで開発可能な強化パーツ。最大4つまで装備可能。

#### 共通
ダメージバリア
ダメージを受けた後の無敵時間が若干延長される。
エナジーセイバー
特殊武器のエネルギー消費量が半分になる。
スーパーリカバー
回復アイテムの回復量が増加する。
ハイパーダッシュ
ダッシュ中無敵になる。しかしダッシュの途中キャンセルはできなくなる。
エクストリーム
隠しモード「エクストリーム」が出現。一度開発すると、それ以降のデータには出現しなくなる。
ボスアタック
隠しモード「ボスアタック」が出現。一度開発すると、それ以降のデータには出現しなくなる。特定の条件を満たすと、前作『サイバーミッション』に登場した8大ボスと戦う「サイバーコース」が追加される。

#### エックス専用
バスタープラス1
エックスバスターの威力が少し増加する。「バスタープラス2」と併用すると更に威力が増加する。
バスタープラス2
エックスバスターの威力が増加する。「バスタープラス1」と併用すると更に威力が増加する。
スピードショット
エックスバスターの弾速が増加する。
アルティメットバスター
常にチャージショットが発射できるようになる。ただし装備中はチャージ攻撃ができなくなるため、それに伴い波動拳・昇竜拳も使用できなくなる。
ハイパーチャージ
チャージ時間が通常の半分になる。
アーマー
全パワーアップパーツが入手できる。パワーアップパーツを1つも入手していない状態でのみ出現する。

#### ゼロ専用
セイバープラス1
ゼットセイバーの威力が少し増加する。「セイバープラス2」と併用すると更に威力が増加する。
セイバープラス2
ゼットセイバーの威力が増加する。「セイバープラス1」と併用すると更に威力が増加する。
アルティメットセイバー
常に通常攻撃が連続斬りの3段目となる。ただし装備中は連続斬りができなくなる。

## ストーリー
ロックマンX3の事件の後のこと、突然レプリロイドのプログラム（ソウル）が消滅して鉄屑になってしまう「イレイズ現象」が、南洋のラグズランド島で大量に発生。エックスとゼロは、オペレーター研修生のアイリスと共に調査に向かった。そこで2人は、過去のイレギュラーが大量に復活しているのを発見する。
そこへ、事件の主謀者であるレプリロイドベルカナとガレスが現れ、エックスとゼロに挑戦を仕掛けてくる。

## 登場キャラクター

### メインキャラクター

#### イレギュラーハンター
エックス（X）
イレギュラーハンター第17精鋭部隊の隊長であり、ゼロの後輩であり親友でもあった。
ゼロ（Zero）
エックスの先輩であり、無二の友人。イレギュラーハンター第0特殊部隊隊長の特A級ハンター。
アイリス（Iris）
レプリフォースのオペレーター。カーネルの妹（カーネルと同じCPUを使用し作成）。平和を愛する。オペレーターの見習いとしてレプリフォースからイレギュラーハンターに研修に来ていた際、イレイズ事件に巻き込まれる。たびたびゼロを心配する様子を見せる。
『X4』ではゼロルートのみ登場だったが、本作品でエックスと面識がある事が判明した。

#### 黒幕
ベルカナ（Berkana）
魔女のような姿をした女性型レプリロイド。元々はラグズランド島のレプリロイドを開発する女性研究員だった。いろいろと謎の多い人物である。勝手な行動ばかり取るため、シグマも手を焼いていたらしい。エックスミッションの最終ボス。
ガレス（Gareth）
ベルカナによって作られた騎士のような姿をしたレプリロイド。あらゆるものを貫くビームジャベリンと、ビームシールドで戦う。たまにベルカナに反発することもある。ゼロミッションの最終ボス。
シグマ（Σ / Sigma）
今回はベルカナの集めたDNAソウルで復活。第二形態である「シグマビースト（Sigma Beast）」はライオンの顔を持つ巨大ライドアーマーに搭乗している。エクストリームの最終ボスにして、真の最終ボス。

### ボスキャラクター
斜体は異名。
深海の武装将軍　ランチャー・オクトパルド（Launcher Octopuld）
元第6艦隊所属のタコ型レプリロイド。『ロックマンX』に登場したボス。
灼熱のオイルタンク　バーニン・ナウマンダー（Burnin' Noumander）
元第4陸上部隊隊長のナウマン象型レプリロイド。『ロックマンX』に登場したボス。
緑林の小悪魔　ワイヤー・ヘチマール（Wire Hetimarl）
かつてシグマが製作したヘチマ型レプリロイド。『ロックマンX2』に登場したボス。
砂原の韋駄天　ソニック・オストリーグ（Sonic Ostreague）
ダチョウ型レプリロイド。元々は第7空挺部隊所属の特A級ハンター。『ロックマンX2』に登場したボス。
レスキュー発電所　エレキテル・ナマズロス（Electro Namazuros）
発電用のナマズ型レプリロイド。『ロックマンX3』に登場したボス。
ジャングルの守護神　シャイニング・タイガード（Shining Tigerd）
トラ型レプリロイド。昔はジャングルに数少なく残る野生動物を密猟者から守っていた。『ロックマンX3』に登場したボス。
影の飛忍　エクスプローズ・ホーネック（Explose Horneck）
スズメバチ型レプリロイド。元イレギュラーハンター第0特殊部隊副隊長で、ゼロの部下でもある。『ロックマンX3』に登場したボス。
地底のバーバリアン　スクリュー・マサイダー（Screw Masaider）
エネルゲン水晶採掘用サイ型レプリロイド。『ロックマンX3』に登場したボス。

#### その他のボスキャラクター
スカルヘッド（Skull Head）
OPステージに登場する、骸骨のような外見の大型メカニロイド。
ベルガーダー（Velgarder）
狼型メカニロイド。『ロックマンX』でシグマと対決する前に登場したボス。シグマの忠実なペットであり、最も信頼の厚いガーディアン。その他に裏切り者の処分も任されていたらしい。俊敏な動きを誇り、口から炎やエネルギー弾などを吐く。今回は研究所の門番として復活する。
イーサ & ソウェル（Ether & Sowel）
対イレギュラーハンター用の巨大戦車。ボディの側面に「Σ」のマークが刻まれている。スフィンクスのような顔が特徴。

## 移植版
| No. | タイトル                                        | 発売日                       | 対応機種        | 開発元   | 発売元   | メディア                              | 型式 | 備考 | 出典        |
| --- | ----------------------------------------------- | ---------------------------- | --------------- | -------- | -------- | ------------------------------------- | ---- | ---- | ----------- |
| 1   | ロックマンX2 ソウルイレイザー Mega Man Xtreme 2 | 2013年12月25日 2014年5月29日 | ニンテンドー3DS | カプコン | カプコン | ダウンロード （バーチャルコンソール） | -    |      | [ 2 ] [ 3 ] |

## スタッフ
- ディレクター：おおこしんいち16（大小原宏治）
- 企画：岡村志野
- プログラマー：荒川惣太郎、田中健吾、中川大洋、やすはらよしのぶ、弥富英樹、篠原雅嗣
- 背景デザイナー：RYUTARO'S MAMA（長嶋昭子）、御崎芳朗、
- キャラクター・デザイナー：戸田勝己、安藤恵介
- オリジナル・デザイン：SENSEI（末次治樹）
- サウンド：梶野俊夫、高野充彦
- バグチェッカー：むらた
- スペシャル・サンクス：稲船敬二、わたなべ
- プロデューサー：中嶋浩二、三並達也
- エグゼクティブ・プロデューサー：岡本吉起

## 評価
ゲーム誌『ファミ通』の「クロスレビュー」では合計26点（満40点）となっている。